# Lili Richard
Pour les articles homonymes, voir Richard.
 (août 2016).
Lili Richard est une artiste peintre née en 1938 à Saint-Lazare-de-Bellechasse au Québec (Canada).

## Biographie
Lili Richard étudie le dessin avec Francesco Iacurto à Québec, l’histoire de l’art avec Guy Boulizon et participe à des ateliers libres de peintures avec Jana Jenicek et Jacques de Tonnancour.
Elle obtient ensuite un baccalauréat en arts plastiques à l’Université du Québec à Montréal (UQAM).
Elle membre du comité d’art plastique au Conseil culturel de la Rive sud et de l'Académie royale des arts du Canada.
Lili Richard participe à de nombreuses expositions collectives, à l’Hôtel de Ville de Ste-Foy en 1969, à l’Université Laval en 1975, au Centre culturel de St-Lambert et Longueuil en 1974 et 1976, à la Bibliothèque municipale de Brossard en 1977 et 1981, à la Foire culturelle de Brossard en 1977 et 1978, à la Galerie Kentaké de LaPrairie en 1978, à La Petite Galerie de Montréal et la Galerie de l’UQAM en 1979, au Réseau art-scène du Cégep de Longueuil, au Salon des peintres du Québec et à l’Atelier J. Lukacs de Montréal en 1980, à la Foire internationale de l’art de Toron de 1980 à 1982, à la Galerie de l’UQAM de Montréal de 1981 à 1983, au Réseau art-scène de Boucherville et à l’Atelier J. Lukacs de Toronto en 1982 et à la Galerie de l’Université Concordia à Montréal en 1983.
Les œuvres de Lili Richard font également l’objet de plusieurs expositions individuelles, à la Commission scolaire de Brossard en 1975, à la Galerie Kentaké de LaPrairie en 1978, au Centre culturel de St-Lambert en 1980, à l’Atelier J. Lukacs de Montréal en 1981, à la Galerie d’art Nova de Montréal en 1982 et l’Atelier J. Lukacs de Montréal en 1983. En 1987, elle participe au Symposium international d'art de Baie-Saint-Paul et reçoit le Prix René-Richard.
Aujourd’hui, les toiles de Lili Richard sont présentes dans de nombreuses collections publiques et privées telle que le Ministère du Tourisme de la chasse et de la pêche, le Musée national des beaux-arts du Québec, Alltrans Group of Canada et le Centre culturel de St-Lambert.